# Alex Rufer
Alexander Arthur Rufer (Ginevra, 12 giugno 1996) è un calciatore neozelandese, centrocampista del Wellington Phoenix.

## Biografia
Alex Rufer è figlio d'arte: suo padre è Shane Rufer e suo zio è Wynton Rufer, entrambi calciatori professionisti, quest'ultimo rappresentante la Nuova Zelanda al campionato del mondo 1982.

## Palmarès

### Nazionale
- Coppa d'Oceania: 1

Figi/Vanuatu 2024